# Françoise Gay
Françoise Gay (Salvan, 27 gennaio 1945) è un'ex sciatrice alpina svizzera.

## Biografia
Sciatrice polivalente originaria della stazione sciistica di Les Marécottes, Françoise Gay debuttò in campo internazionale in occasione del Criterium de la première neige 1962 (Val-d'Isère, 12-16 dicembre), dove si classificò 12ª nello slalom gigante, 6ª nello slalom speciale e 6ª nella combinata; nella stagione successiva ai IX Giochi olimpici invernali di Innsbruck 1964 (29 gennaio-9 febbraio), sua unica presenza olimpica e iridata, si piazzò 15ª nello slalom gigante e 13ª nello slalom speciale e si congedò dalla competizioni al successivo trofeo Zlata lisica (Maribor, 29 febbraio-1 marzo).

## Palmarès

### Campionati svizzeri
- 4 medaglie:
  - 1 argento (combinata nel 1963[3])
  - 3 bronzi (slalom gigante nel 1962[4]; discesa libera, slalom speciale nel 1963[3])